# Cinema Teatro Comunale
Il Cinema Teatro Comunale è situato a Piancastagnaio.

## Storia e descrizione
L'edificio risale al '600, ma l'attuale redazione è il frutto di un intervento di ristrutturazione e adeguamento eseguito nel dicembre 2001 su progetto dell'architetto Luciano Sbrolli e dell'ingegner Enio Scapigliati. A seguito di questo intervento l'ex cinematografo è stato adibito a sala polifunzionale per convegni e spettacoli teatrali e musicali.